# Okręty desantowe typu Round Table
Okręty desantowe typu Round Table – typ sześciu brytyjskich okrętów desantowych (LSL, ang. Landing Ship Logistic) zbudowanych w latach 60. XX wieku. Okręty, początkowo użytkowane przez British India Steam Navigation Company na potrzeby armii brytyjskiej, w 1970 roku zostały przekazane Royal Fleet Auxiliary.
Okręty wzięły udział w wojnie falklandzkiej, podczas której jeden z nich (RFA "Sir Galahad") został zatopiony. Pozostałych pięć okrętów zostało wycofanych ze służby w Royal Fleet Auxiliary w latach 1989-2008. Jedyną jednostką pozostającą w czynnej służbie jest należący obecnie do brazylijskiej marynarki wojennej "Sir Bedivere" ("Alimrante Saboia").
Okręty typu Round Table mogły transportować 340 żołnierzy oraz do 50 pojazdów (w tym 16 czołgów). Na pokładzie okrętów znajdowało się dodatkowo lądowisko dla śmigłowców.

## Okręty
- "Sir Bedivere" (L3004; w 2008 roku sprzedany do Brazylii jako "Almirante Saboia" (G25))
- "Sir Galahad" (L3005; zatopiony w 1982 roku; zastąpiony nowym okrętem o tej samej nazwie i numerze bocznym – "Sir Galahad")
- "Sir Geraint" (L3027)
- "Sir Lancelot" (L3029; w latach 1992-2003 w marynarce wojennej Singapuru jako "Perseverance" (L206))
- "Sir Percivale" (L3036)
- "Sir Tristam" (L3505)